# George Renaud
Georges Renaud (Nancy, 8 de enero de 1893-Peille, 28 de julio de 1975) fue un jugador de ajedrez francés, que dentro del mundo del ajedrez fue también teórico, compositor de problemas, árbitro y organizador de torneos.

## Trayectoria
Renaud ganó el Campeonato de ajedrez de Francia en París en 1923. Representó a Francia en la I Olimpiada de Ajedrez no oficial en París en 1924, así como en la primera Olimpiada de Ajedrez oficial en Londres en 1927.
Entre enero de 1922 y 1930, fue titular de una de las más célebres columnas de ajedrez en la prensa francesa en el diario L'Éclaireur de Nice. Desde su columna, popularizó los problemas de ajedrez. Como teórico del ajedrez es coautor, junto a Alain Campbell White de Les échecs (1945) (1924) y con Victor Khan, el también campeón francés, de L'art de faire ma (1947); fue autor de Le problème d'échecs (1924), Les six candidats au championnat du monde (1948), La partie espagnole (1949) y Les échecs dans la monde 1951 (1952).